# Fuso Canter

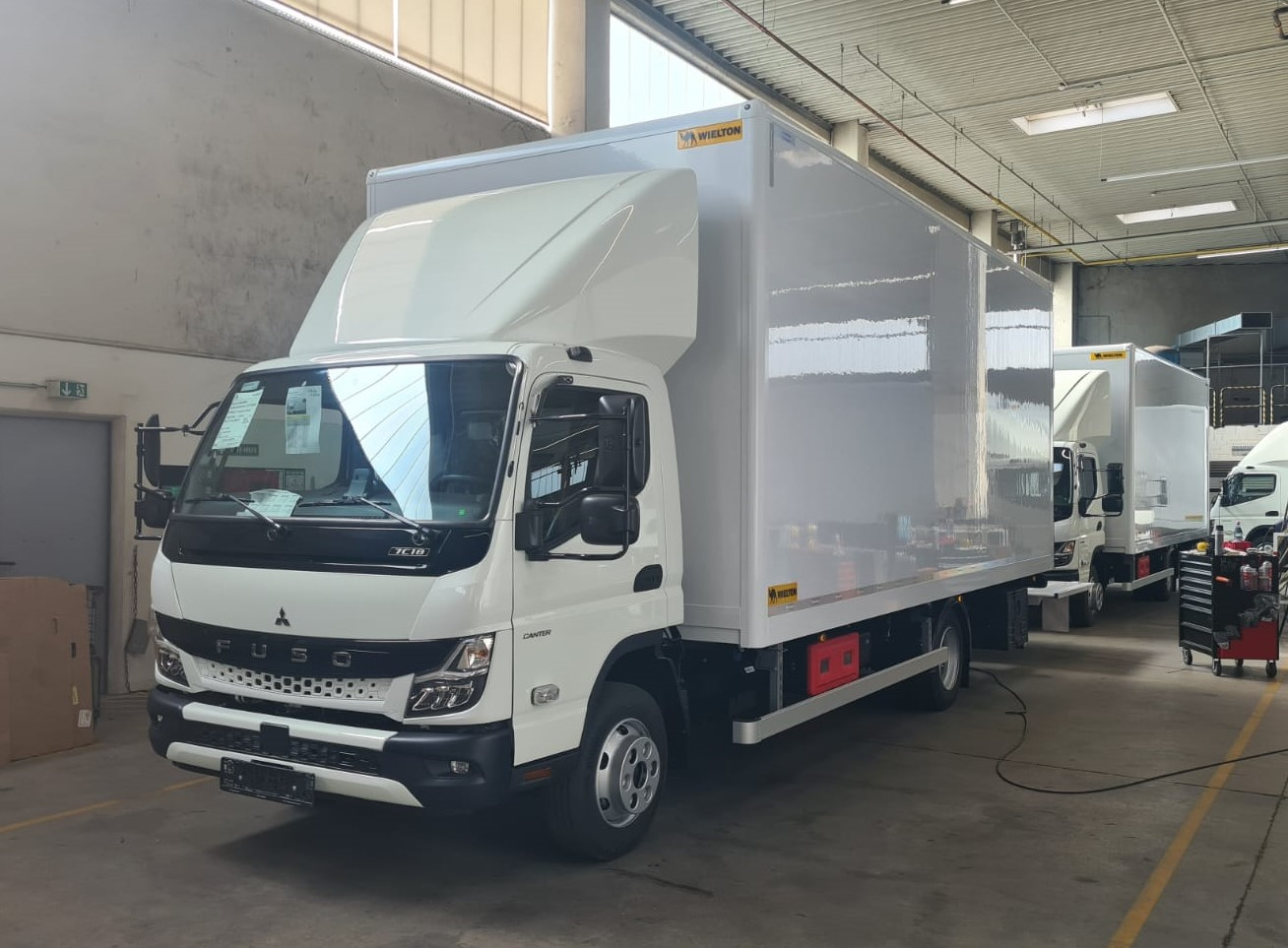
Mitsubishi Fuso Canter der aktuellen Generation

Der Fuso Canter ist ein leichtes Nutzfahrzeug von Mitsubishi Fuso (Teil von Daimler Truck), gebaut seit 1963 in der inzwischen 8. Generation.

## Produktion und Absatz
Anfangs wurde der Canter nur nach Südostasien exportiert, schnell kamen aber weitere Regionen hinzu, z. B. Australien, Neuseeland, Nahost und ab Mitte der 1980er Jahre die USA. Indonesien (dort als „Colt Diesel“) ist seit langen Jahren der wichtigste einzelne Exportmarkt, gefolgt von Nahost und Taiwan. Insgesamt wird der Canter weltweit in über 150 Ländern erfolgreich verkauft. Außer in Japan unterhält Daimler/Fuso eigene Werke für den Canter in Chennai/Indien und Tramagal/Portugal. Hinzu kommen Endmontagen aus CKD-Bausätzen in einigen weiteren Ländern, z. B. Ägypten, den Philippinen, Venezuela, Türkei und Russland. Bei einem lokalen Lieferanteil von 50 % beliefert das Werk Tramagal u. a. ganz Westeuropa (EU plus Norwegen und Schweiz).

## Produkt
Im Ursprung war der Canter ein schmales Fahrzeug mit 2 Tonnen Nutzlast. Etwa seit der 4. Generation wurde das Programm zunehmend stärker ausgeweitet und heute verbergen sich hinter diesem Namen sehr unterschiedliche Produkte. Während der 5. Generation wurde wohl der japanische Fighter Mignon als „Canter 7,5 Tonner“ oder „Canter FH“ in Europa verkauft. Inzwischen bietet der Canter 2 parallele Lieferprogramme (8. Generation und General Export Modell) jeweils mit schmalen und breiten Varianten von 3,5 bis 8,5 Tonnen zulässigem Gesamtgewicht. Auf einigen Märkten gehören zur Canter-Familie heute aber auch Canter Guts (rebadged Nissan NT400) und CanterVan (rebadged Nissan NV350). Hinzu kommen noch lokale Anpassungen einschließlich der Motorisierungen.
2010, noch in der 7. Generation, wurden in Tramagal neue umweltfreundlichere Antriebsstränge mit Motoren von Iveco/FPT und Getrieben von ZF eingeführt. Die 8. Generation mit diesen „Weltmotoren“ wird in entwickelte Länder mit strikten Abgasgrenzwerten geliefert, zusätzlich gibt es sie als Eco-Hybrid und als vollelektrischen eCanter. Für die weniger entwickelten Länder wird das General Export Modell basierend auf der 7. Generation geliefert.

## 1962–1968 1. Generation T720
Der Ur-Canter war der Nachfolger des von 1960 bis 1963 produzierten T710 und verfügte über zwei runde Frontscheinwerfer, das Facelift ab 1964 hingegen hatte Doppelscheinwerfer. Bei einer Nutzlast von 2 Tonnen gab es ihn mit dem 90 PS starken Ottomotor KE42 oder dem 68 PS starken Dieselmotor 4DQ11A.

## 1968–1973 2. Generation T90/T91

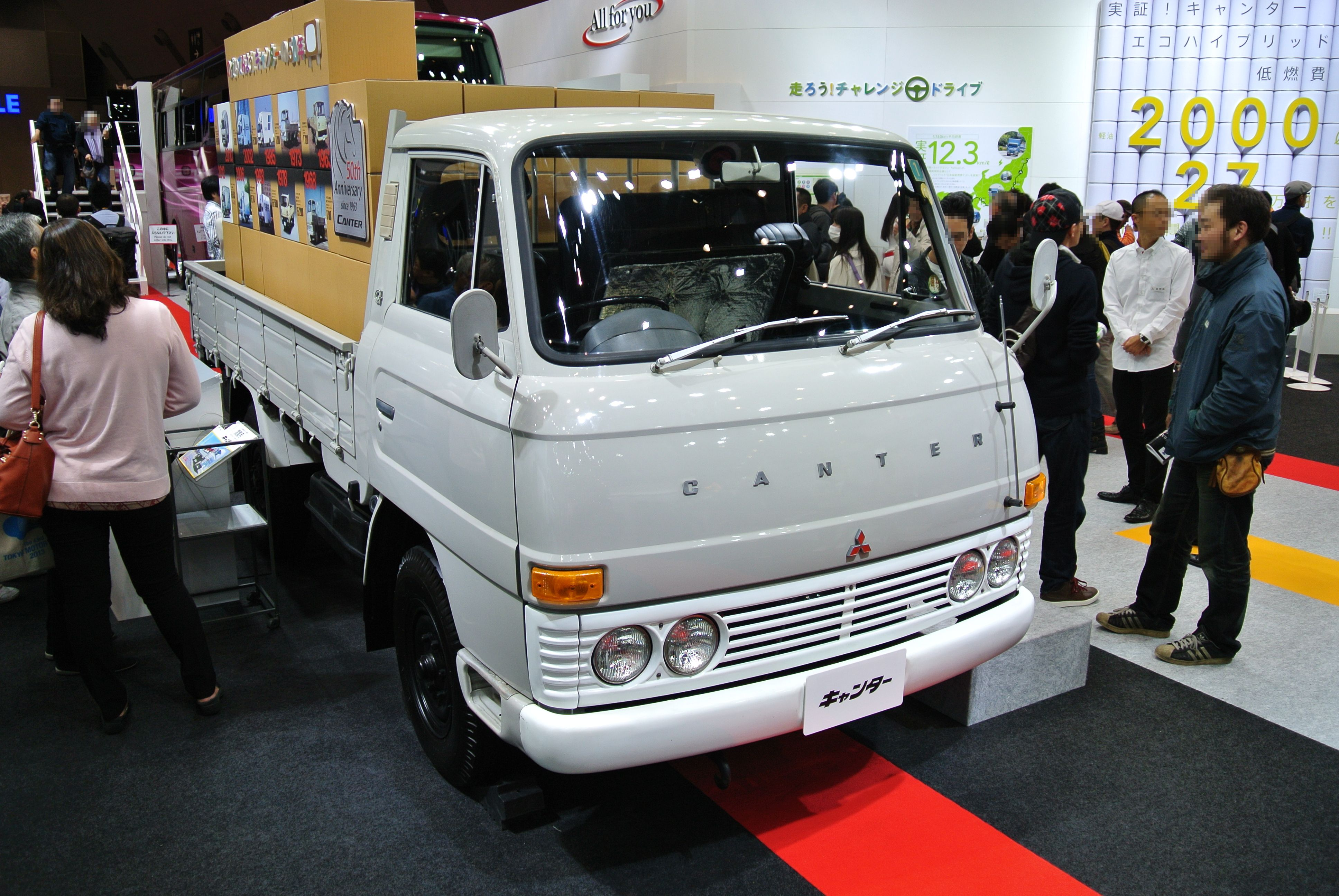
2. Generation T90

Sein Dieselmotor 4DR1 leistete 75 PS, im Juli 1970 kam ein neuer Dieselmotor 4DR5 mit 2,7 l Hubraum und 80 PS. Zusätzlich gab es 2 Benzinmotoren, den vom Vorgänger bekannten KE42 mit 66 kW @ 4800, sowie den stärkeren KE47 mit 70 kW @ 4500 und 172 Nm @ 2800 1/min.

## 1973–1978 3. Generation T200

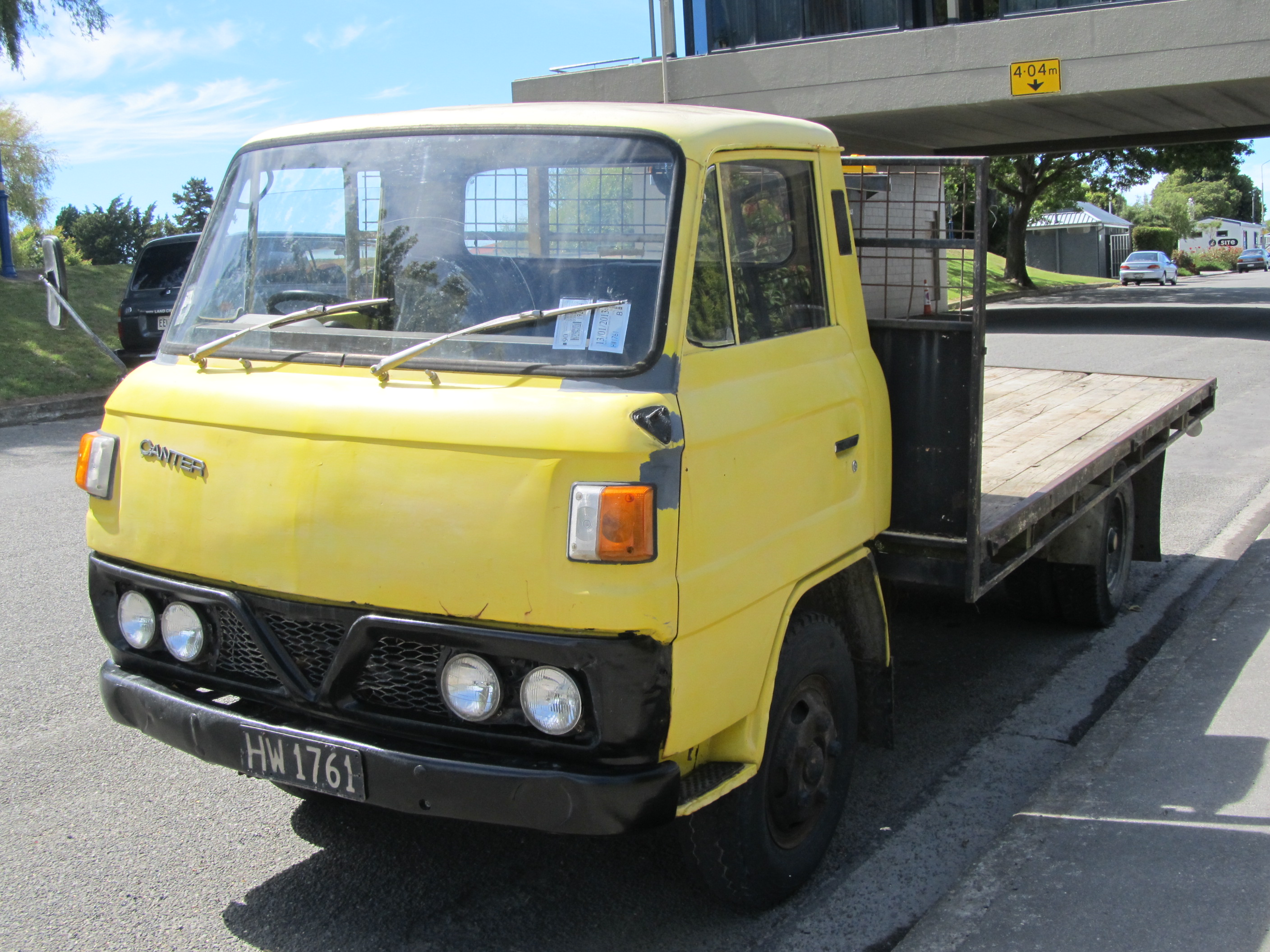
3. Generation T200 (1976)

Die 200er Serie war gegliedert in die Typen T200/210 mit 4DR5 80PS Dieselmotor und T205/215 mit KE47 Ottomotor mit 2,315 l und 74 kW, außerdem gab es den KE42 Benzinmotor mit 1,995 l und 70 kW. Im Januar 1975 wurden die Benzinmotoren ersetzt durch 4G52 (1,995 l, 74 kW) und 4G53 (2,384 l, 81 kW @ 5000 1/min). Es gab verschiedene Radstände und Pritschenhöhen und zusätzlich eine Variante mit 3 Tonnen Nutzlast.

## 1978–1985 4. Generation FE1../FE2..
In Japan wurden mit der 4. Generation zusätzlich zum bekannten schmalen Fahrzeug mit 2 Tonnen Nutzlast Varianten mit 3 Tonnen Nutzlast sowie breite Fahrzeuge mit 2 und 3 Tonnen Nutzlast eingeführt. Februar 1980 folgte eine Servolenkung für die breiten Fahrzeuge, Ende des gleichen Jahres ein schmaler 1,5 Tonner und ein breiter 3,5 Tonner. Ab November 1982 kamen neue direkteinspritzende Dieselmotoren 4D30 (Saugmotor) bzw. 4D31 (Turbo) mit 90 und 117 PS (66 und 86 kW) hinzu. Je nach Quelle hatten diese Motoren etwas höhere Leistungen bis 100 bzw. 130 PS (74 bzw. 96 kW). Ab Dezember 1983 gab es einen 1,5 Tonner als „Walk Through Van“. Alle Angaben hier sind Nutzlasten.

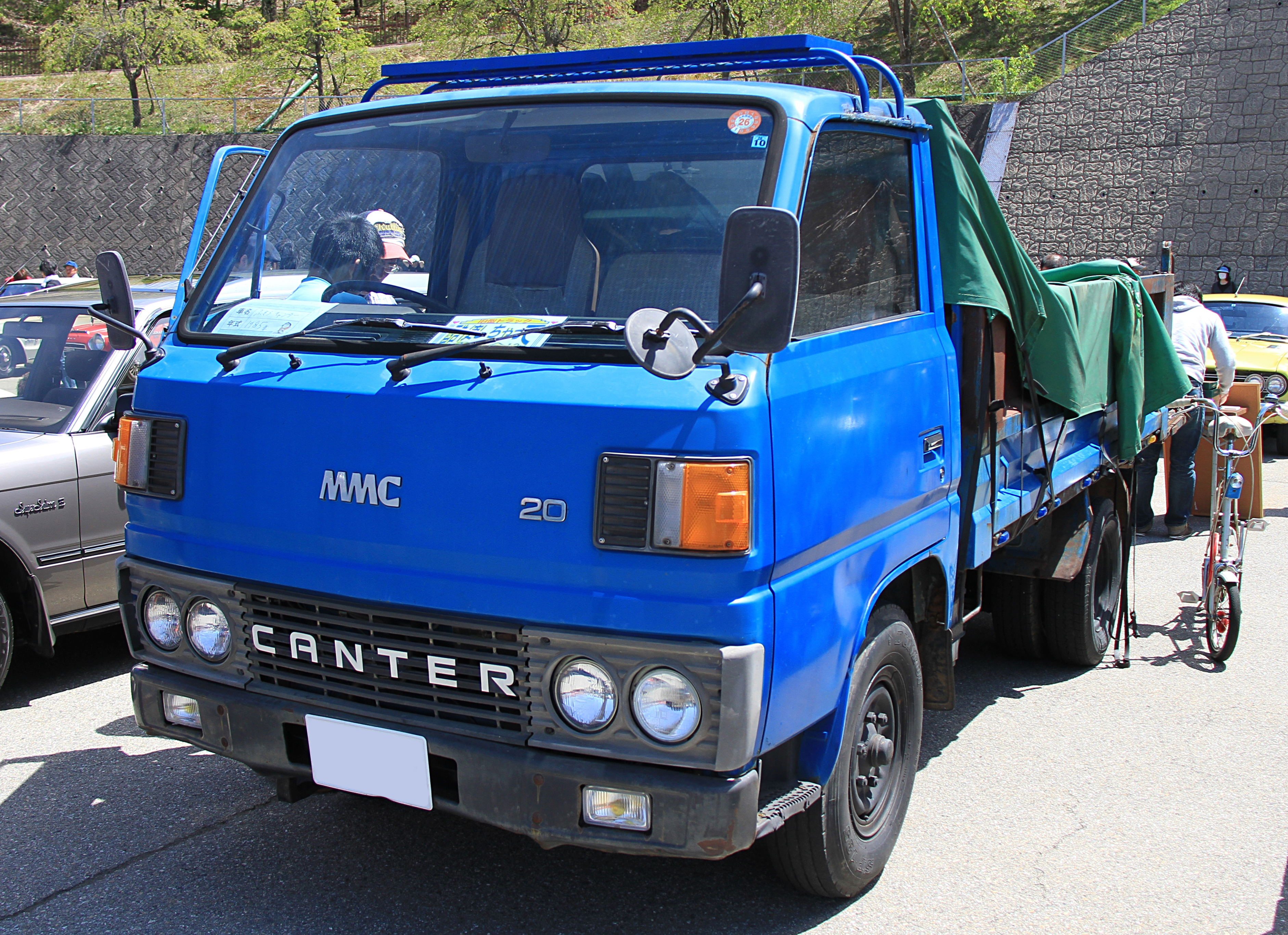
4. Generation Canter 20 (1985)

| Modell (Deutschland)                                               | Canter 35             | Canter 46             | Canter 55             |
| ------------------------------------------------------------------ | --------------------- | --------------------- | --------------------- |
| Zulässiges Gesamtgewicht                                           | 3,5 t                 | 4,6 t                 | 5,5 t                 |
| max. Nutzlast (geschätzt)                                          | 1,5 t                 | 2,1 t                 | 3,0 t                 |
| Getriebe (Serienmäßig)                                             | 5-Gang-Schaltgetriebe | 5-Gang-Schaltgetriebe | 5-Gang-Schaltgetriebe |
| Die geschätzten Nutzlasten dienen dem besseren Vergleich zum Text. |                       |                       |                       |

| Motor | Einsatz | Hubraum | Leistung @ 1/min | Drehmoment @ 1/min | Kraftstoffzufuhr           | Steuerung | Luftzufuhr |
| --- | ------- | ------- | ---------------- | ------------------ | -------------------------- | --------- | ---------- |
| 4G52 |         | 1,995 l | 74kW             |                    | Benzinmotor+Einzelvergaser | SOHC      | Sauger     |
| 4DR51A |         | 2,659 l | 54 kW            |                    | RE+Wirbelkammer            |           | Sauger     |
| 4DR5 |         | 2,659 l | 59 kW @ 3700     |                    | RE+Wirbelkammer            |           | Sauger     |
| 4D30 | 11/82-  | 3,276 l | 66 kW            | 215 Nm @ 2200      | RE+Direkteinspritzung      | OHV       | Sauger     |
| 4D31 | 11/82-  | 3,276 l | 86 kW            | 279 Nm @ 2000      | RE+Direkteinspritzung      | OHV       | Turbo      |
| 4DR51A ist ein 4DR5 bzw. eine Teilmenge. 54 kW ist vermutlich falsch, da der Motor in der 3. Generation schon 59 kW gehabt haben soll. |         |         |                  |                    |                            |           |            |

## 1985–1996 5. Generation FB.../FE3../FE4..

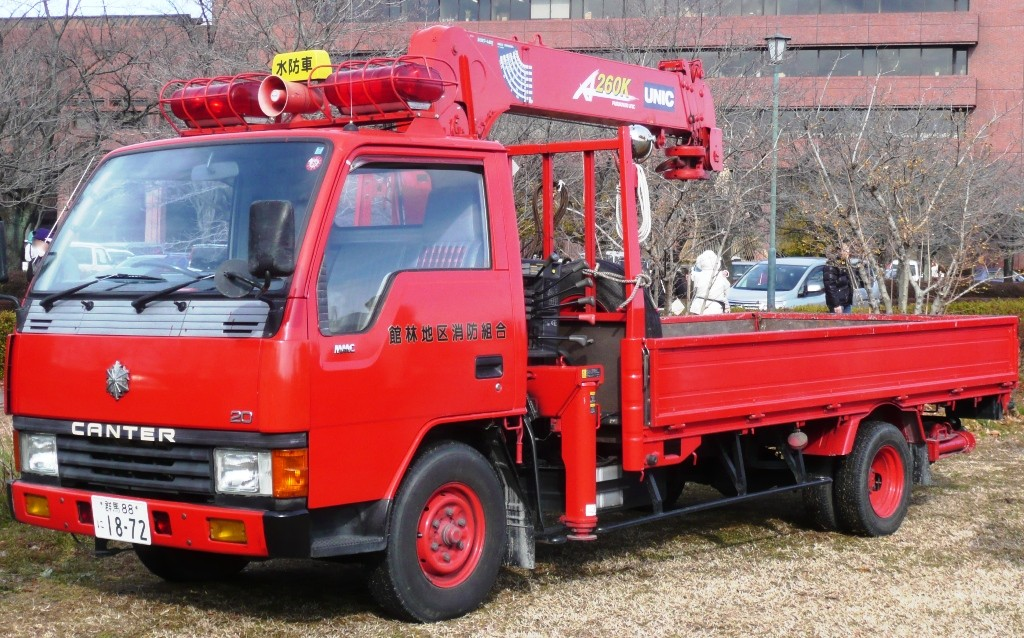
5. Generation Canter 20

Die Abgrenzung des Canters zu anderen Modellen von Fusō erscheint etwas unscharf. So gab es in Japan den Fighter Mignon, ein Fightergestell mit Canter Kabine und 4 t Nutzlast. Aufgrund der gleichen Optik wurde dieser offenbar in Europa unter der bekannten Marke Canter mit 7,5 t Gesamtgewicht vermarktet. Hinzu kamen zunehmend lokale Anpassungen an die jeweiligen Märkte.
Durch die Ausweitung des Programms, zunehmende Internationalisierung und aufkommende Abgasvorschriften gab es auch eine Ausweitung des Motorenprogramms bis hin zum Wildwuchs. Bis zur Übernahme durch Daimler 2003 wurden so in einzelnen Märkten während einer Generation in einer Leistungsklasse bis zu 3 verschiedene Motoren nacheinander eingesetzt.
Kurz nach Einführung der 5. Generation wurde im Juli 1986 ein Allradantrieb für die Canter mit 2 und 3 t Nutzlast lieferbar. Im Januar 1987, ein Jahr nach Einführung der 5. Generation, wurde der leichteste Canter mit bis zu 1,5 t Nutzlast umbenannt in Canter Guts. Möglicherweise erfolgte diese Umbenennung nur in Japan. Der Guts hatte den 4DR5 Dieselmotor mit 2,65 l Hubraum und das schmale Fahrerhaus als Einzel- oder Doppelkabine. Im November 1989 gab es eine Modellpflege und Optimierungen beim Abgasverhalten, im Juli 1991 ABS als Option.
| Modell (Deutschland)                                               | Canter 35             | Canter 60             | Canter 75             |
| ------------------------------------------------------------------ | --------------------- | --------------------- | --------------------- |
| alternative Bezeichnung                                            |                       | FE444                 | FH100                 |
| Zulässiges Gesamtgewicht                                           | 3,5 t                 | 6,0 t                 | 7,5 t                 |
| max. Nutzlast (geschätzt)                                          | 1,5 t                 | 2,5 t                 | 3,5 t                 |
| Motor (Deutschland)                                                | 4M40/4D31             | 4D30/4D31             | 6Zyl.                 |
| Getriebe (Serienmäßig)                                             | 5-Gang-Schaltgetriebe | 5-Gang-Schaltgetriebe | 5-Gang-Schaltgetriebe |
| Die geschätzten Nutzlasten dienen dem besseren Vergleich zum Text. |                       |                       |                       |

| Motor (Japan) | Einsatz      | Hubraum | Leistung @ 1/min | Drehmoment @ 1/min | Kraftstoffsystem       | Steuerung | Luftzufuhr |
| --- | ------------ | ------- | ---------------- | ------------------ | ---------------------- | --------- | ---------- |
| 4G63 | 1990-        | 1,997 l |                  |                    | Benzinmotor + Vergaser | OHC       | Sauger     |
| 4DR5 | -1/87~       | 2,659 l |                  |                    | RE+Wirbelkammer        |           | Sauger     |
| 4DR7 | ~5/91-       | 2,835 l |                  |                    | RE+Wirbelkammer        |           | Sauger     |
| 4D32 | ~3/86-11/93~ | 3,567 l |                  |                    | RE+Direkteinspritzung  | OHV       | Sauger     |
| 4D33 | ~9/91~       | 4,214 l |                  |                    | RE+Direkteinspritzung  | OHV       | Sauger     |
| 4D34 | ~4/92~       | 3,908 l |                  |                    | RE+Direkteinspritzung  | OHV       | Turbo      |
| 4D36 | ~8/94-       | 3,56 l  |                  |                    | RE+Direkteinspritzung  | OHV       |            |
| Vermutlich war der 4G52 aus dem Vorgänger auch in der 4. Generation bis 1990 eingesetzt worden. Die Benzinmotoren, 4DR. und 4M40 waren jeweils nur in den leichtesten Fahrzeugen eingesetzt worden. Die 4M40 bis 1995/96 könnten tatsächlich 4D56 gewesen sein. ~1990- bzw. -2001~ bedeutet der Motor war „ab 1990 oder früher“ bzw. „bis 2001 oder später“ eingesetzt worden, ~1995~ bedeutet entsprechend „um 1995“. |              |         |                  |                    |                        |           |            |

| Motor (Deutschland) | Einsatz   | Hubraum | Leistung @ 1/min | Drehmoment @ 1/min | Kraftstoffsystem      | Steuerung | Luftzufuhr |
| --- | --------- | ------- | ---------------- | ------------------ | --------------------- | --------- | ---------- |
| 4M40 | 1982-1/89 | 2,5 l   | 51 kW            | 149 Nm @ 2300      | Wirbelkammer          | OHC       | Sauger     |
| 4M40 | 1/89-     | 2,477 l | 55 kW            | 152 Nm @ 2300      | Wirbelkammer          | OHC       | Sauger     |
| 4D30 |           | 3,298 l | 66 kW            | 215 Nm @ 2200      | RE+Direkteinspritzung | OHV       | Sauger     |
| 4D31 | ~10/95~   | 3,298 l | 86 kW            | 279 Nm @ 2000      | RE+Direkteinspritzung | OHV       | Turbo      |
| (6Zyl.) |           | 4,948 l | 107 kW           | 355 Nm @ 2000      | RE+Direkteinspritzung |           | Turbo      |
| Benzinmotoren, 4DR. und 4M40 waren jeweils nur in den leichtesten Fahrzeugen eingesetzt worden. Der 4M40 bis 1995/96 könnte tatsächlich ein 4D56 gewesen sein. ~1990- bzw. -2001~ bedeutet der Motor war „ab 1990 oder früher“ bzw. „bis 2001 oder später“ eingesetzt worden, ~1995~ bedeutet entsprechend „um 1995“. |           |         |                  |                    |                       |           |            |

## 1996–2005 6. Generation
Die 6. Generation des Canters wurde in Japan ab November 1993 eingeführt, 1996 in Deutschland. Im November 1995 folgten Varianten in schmal mit 3,5 t und in breit mit 4 t Nutzlast (Gesamtgewicht geschätzt 6,5 t und >7 t). Zumindest in Japan für den Guts wurde im Oktober 1997 der zuschaltbare 4WD mit Kriechgang geändert auf permanenten 4WD. In Deutschland durften ab 2002 alle Canter einschließlich des 3,5 Tonners Anhänger bis 3,5 t Gewicht ziehen, 2004 folgte noch eine Modellpflege mit der einige Modelle ABS erhielten.

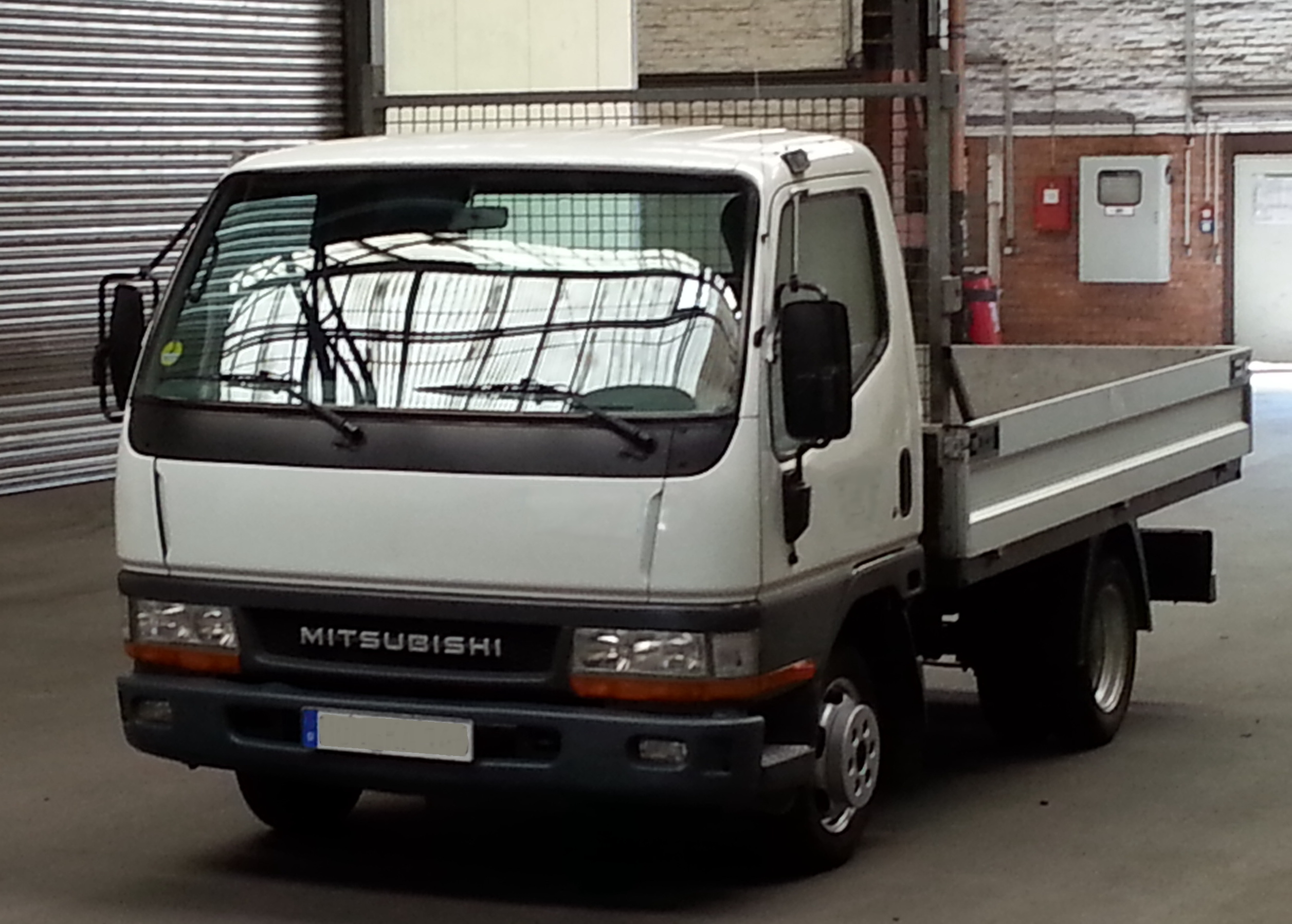
6. Generation (letzte Version)

| Modell (Deutschland)      | Canter 35                       | Canter 35                       | (Canter 55?)                    | Canter 60                       | Canter 75                       | (Canter 4x4?)                   |
| ------------------------- | ------------------------------- | ------------------------------- | ------------------------------- | ------------------------------- | ------------------------------- | ------------------------------- |
| alternative Bezeichnung   | FB35                            | FE35                            |                                 | FE60                            | Canter HD                       |                                 |
| Zulässiges Gesamtgewicht  | 3,5 t                           | 3,5 t                           | 5,5 t                           | 6,0 – 6,3 t                     | 7,5 t                           |                                 |
| max. Nutzlast (geschätzt) | 1,5 t                           | 1,5 t                           |                                 | 2,7t                            |                                 |                                 |
| Motor (Deutschland)       | 4M40/41/42                      | 4M40/41/42                      |                                 | 4D34                            | 4D34                            |                                 |
| Getriebe (serienmäßig)    | 5-Gang-Schaltgetriebe           | 5-Gang-Schaltgetriebe           | 5-Gang-Schaltgetriebe           | 5-Gang-Schaltgetriebe           | 5-Gang-Schaltgetriebe           | 5-Gang-Schaltgetriebe           |
| Tankinhalt                | 100 l, 80 l bei Radstand 2500mm | 100 l, 80 l bei Radstand 2500mm | 100 l, 80 l bei Radstand 2500mm | 100 l, 80 l bei Radstand 2500mm | 100 l, 80 l bei Radstand 2500mm | 100 l, 80 l bei Radstand 2500mm |

| Motor (Japan) | Einsatz     | Hubraum | Leistung @ 1/min | Drehmoment @ 1/min | Kraftstoffsystem       | Steuerung | Luftzufuhr |
| --- | ----------- | ------- | ---------------- | ------------------ | ---------------------- | --------- | ---------- |
| 4G63 | 6/97-       | 1,997 l | 74 kW            |                    | Benzinmotor + Vergaser | OHC       | Sauger     |
| 4G64 | 2/96-       | 2,351 l | 85 kW @ 5000     |                    | Ottomotor LPG          | OHC       | Sauger     |
| | 9/97-       |         |                  |                    | Ottomotor CNG          | OHC       | Sauger     |
| 4DR7 | -8/99~      | 2,835 l |                  |                    | RE + Wirbelkammer      |           | Sauger     |
| 4M40 | ~2/96-8/99  | 2,835 l |                  |                    | Wirbelkammer+VE        | OHC       |            |
| 4D33 |             | 4,214 l |                  |                    | RE+Direkteinspritzung  | OHV       | Sauger     |
| 4D35 | ~3/95-9/97~ | 4,560 l |                  |                    |                        | OHV       |            |
| 4D36 | -3/98~      | 3,567 l | 81 kW @ 3500     |                    |                        | OHV       |            |
| 4M50 | 10/97-      | 4,899 l |                  |                    | Direkteinspritzung     | DOHC      |            |
| 4M51 | ~7/98-      | 5,240 l |                  |                    |                        |           |            |
| Benzinmotoren, 4DR. und 4M40 waren jeweils nur in den leichtesten Fahrzeugen eingesetzt worden. ~1990- bzw. -2001~ bedeutet der Motor war „ab 1990 oder früher“ bzw. „bis 2001 oder später“ eingesetzt worden, ~1995~ bedeutet entsprechend „um 1995“. |             |         |                  |                    |                        |           |            |

| Motor (Deutschland) | Einsatz   | Hubraum | Leistung @ 1/min | Drehmoment @ 1/min | Kraftstoffsystem          | Steuerung | Luftzufuhr | Emissionsklasse |
| ------------------- | --------- | ------- | ---------------- | ------------------ | ------------------------- | --------- | ---------- | --------------- |
| 4M40                | -2/99     | 2,835 l | 69 kW            | 191 Nm @ 2000      | Wirbelkammer+VE           | OHC       |            | Euro 2          |
| 4M41                | 2/99-9/01 | 2,835 l | 85 kW            | 216 Nm @ 2000      | Wirbelkammer+VE           | OHC       | Turbo+LLK  | Euro 2          |
| 4M42-OAT            | 9/01-     | 2,977 l | 92 kW @ 3200     | 294 Nm @ 1800      | Direkteinspritzung+VE+EDC | DOHC      | Turbo+LLK  | Euro 3          |
| 4D34                | -2002     | 3,908 l | 100 kW           |                    | Direkteinspritzung+RE     | OHV       | Turbo+LLK  | Euro 2          |
| 4D34                | 2002-     | 3,908 l | 105 kW @ 2700    | 412 Nm @ 1600      | Direkteinspritzung+RE     | OHV       | Turbo+LLK  | Euro 3          |

## 2005–2012 7. Generation
Die 7. Generation des Canters wurde in Japan ab Juni 2002 eingeführt, in Deutschland 2005. Hauptziele bei der Entwicklung waren ein modernes Fahrzeug, bessere Sicherheit (neu: Scheibenbremsen, teilweise Xenon-Licht) und mehr Komfort, z. B. wurde die breite Fahrerkabine 20 mm höher und um 100 mm nach vorne verlängert. Für eine bessere Bewegungsfreiheit in der Kabine wurde der Schalthebel vom Motortunnel in die Armaturenanlage verlegt, eine Weltneuheit für Frontlenker-LKW.
In Japan hatte man sich offenbar bis zum Auslaufen der 7. Generation mit Motoren ohne SCR-Filter behelfen können, in Deutschland wurden zunächst die Motoren aus der Vorgängergeneration übernommen, dann durch Mitsubishi Motoren mit Common Rail Einspritzung und schließlich durch moderne Motoren von FPT ersetzt. Ab Produktionsbeginn der 8. Generation werden diese „Weltmotoren“ auch in Japan und weltweit in den entwickelten Ländern mit strikten Abgasgrenzwerten eingesetzt, für weniger entwickelte Länder gibt es daneben die General Export Modelle.
Im Zusammenhang mit der gescheiterten Kooperation von Daimler (damals DCX) und MMC wurde Fusō aus MMC ausgegliedert und blieb bei Daimler. Hinzu kamen immer neue Skandale bzw. das wiederholte Vertuschen meldepflichtiger Probleme. Wohl um sich von dieser Vergangenheit abzusetzen, wurde sehr schnell das Erscheinungsbild schrittweise stärker abgrenzt von Mitsubishi. Aus dem Mitsubishi Canter wurde mit Einführung der 7. Generation der Mitsubishi Fuso Canter und schließlich mit der 8. Generation der Fuso Canter, das Diamant-Logo wurde beibehalten aber von rot bei MMC auf silber geändert.

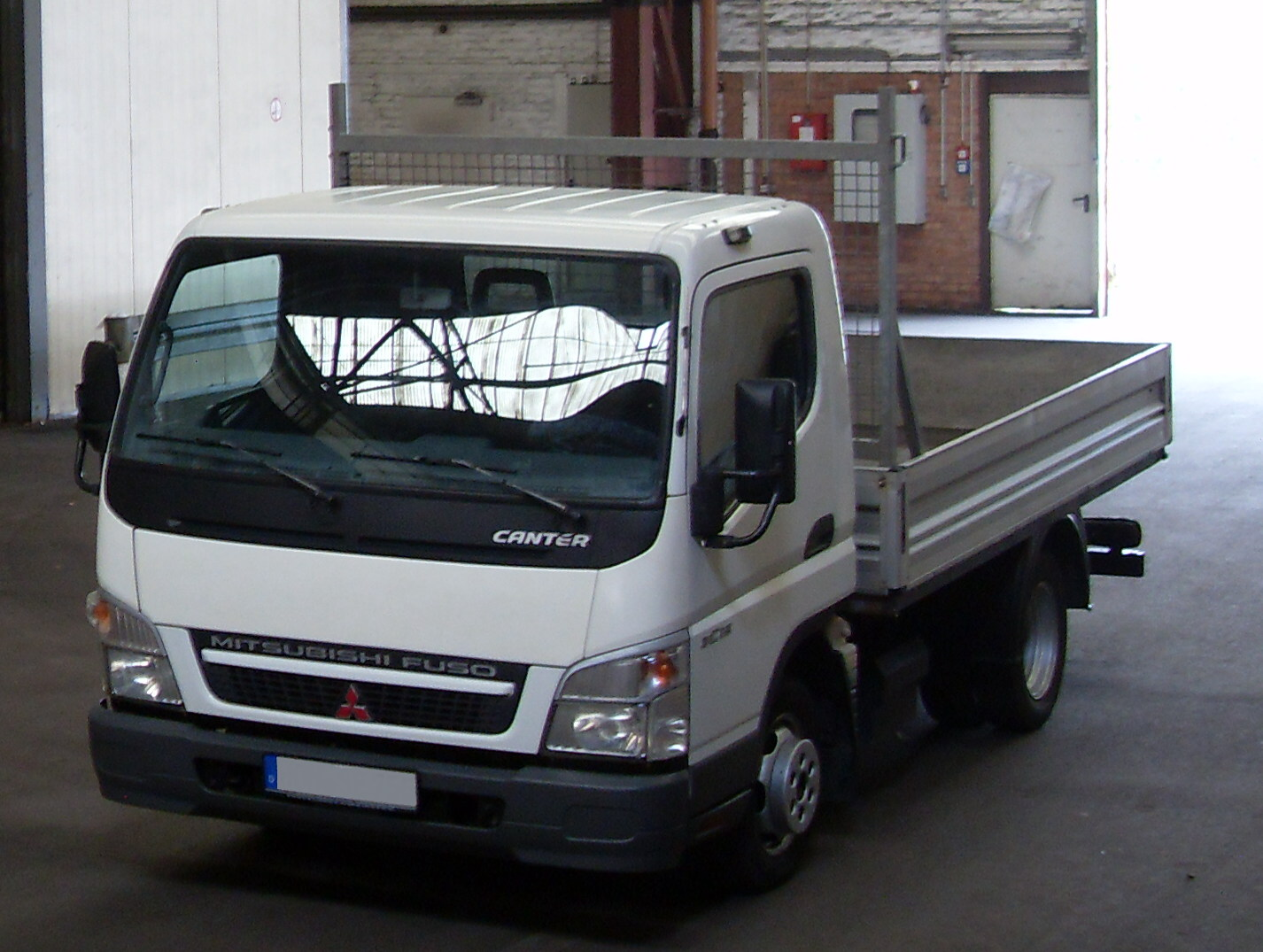
7. Generation (Version 2005–2009)

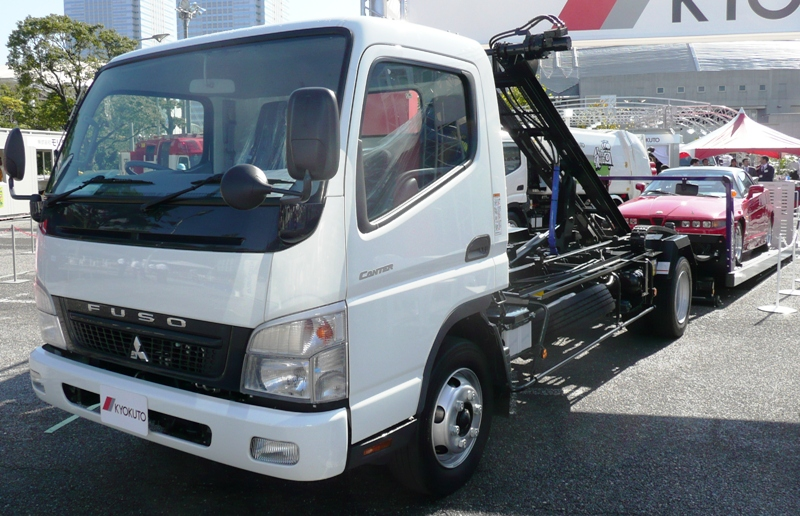
7. Generation, Modell FB (Version 2009–2012)

| Modell (Deutschland) | 3S13  | 3C.. ..13/15 | 5S13  | 6C.. ..14/15/18 | 7C.. ..14/15/18 | Pfau Rexter A6500 4x4 |
| --- | ----- | ------------ | ----- | --------------- | --------------- | --------------------- |
| alternative Bezeichnung | FE74? | FE74         | FE84  | FE85            |                 |                       |
| Kabinenbreite m | 1,7   | 2,0          | 1,7   | 2,0             | 2,0             | 1,7                   |
| Zulässiges Gesamtgewicht | 3,5 t | 3,5 t        | 5,5 t | 6,0 – 6,3 t     | 7,5 t           | 6,5 – 7 t             |
| max. Nutzlast (geschätzt) |       |              |       |                 | 4,5 t           |                       |
| Tankinhalt | 80 l  | 80 l         | 80 l  | 80 l            | 80 l            | 80 l                  |
| Die erste Ziffer der Modellbezeichnung gibt das gerundete Gesamtgewicht an, der folgende Buchstabe die Kabinenbreite, die nächsten zwei Ziffern sind das gerundete Zehntel der Motorleistung in PS, die Aufschlüsselung folgt unter Motor (unten). Doppelkabinen wurden vermutlich durch ein angehängtes „D“ gekennzeichnet. Pfau-Fahrzeuge mit schmaler Kabine (auch Doppelkabine) sollen Gesamtgewichte von 3,5 bis 7,5 t gehabt haben. |       |              |       |                 |                 |                       |

| Motor (Japan) | Einsatz | Hubraum | Leistung @ 1/min | Drehmoment @ 1/min | Kraftstoffsystem        | Steuerung | Luftzufuhr | Nutzlast |
| --- | ------- | ------- | ---------------- | ------------------ | ----------------------- | --------- | ---------- | -------- |
| 4G63 |         | 1,997 l | 79 kW            |                    | Benzinmotor + MPI       | OHC       | Sauger     |          |
| 4M40 |         | 2,835 l | 140 HP           |                    |                         |           |            |          |
| 4M42 |         | 2,977 l | 92 kW @ 3200     | 294 Nm @ 1800      |                         |           | Sauger     |          |
| 4D33 | -11/04~ | 4,214 l |                  |                    | RE + Direkteinspritzung | OHV       | Sauger     |          |
| 4M51 | -10/04~ | 5,240 l |                  |                    |                         |           |            |          |
| 4M50-T3 | 2/04-   | 4,899 l | 103 kW           | 412 Nm             | Direkteinspritzung      | DOHC4     |            | 2 t      |
| 4M50-T4 | 2/04-   | 4,899 l | 118 kW           | 470 Nm             | Direkteinspritzung      | DOHC4     |            | 3 t      |
| 4M50-T5 | 2/04-   | 4,899 l | 132 kW           | 529 Nm             | Direkteinspritzung      | DOHC4     |            | 3 t      |
| Lieferbar waren 5-Gang-Getriebe oder 4-Gang-Automatikgetriebe ELC. Für den Guts wurden auch Motoren für Autogas und LNG zumindest angekündigt. Ottomotoren und 4M40 wurden jeweils nur in den leichtesten Fahrzeugen eingesetzt. ~1990- bzw. -2001~ bedeutet der Motor war „ab 1990 oder früher“ bzw. „bis 2001 oder später“ eingesetzt worden, ~1995~ bedeutet entsprechend „um 1995“. |         |         |                  |                    |                         |           |            |          |

| Motor (Deutschland) | Einsatz      | Hubraum | Leistung @ 1/min | Drehmoment @ 1/min | Kraftstoffsystem          | Steuerung | Luftzufuhr      | Emissionsklasse    |
| --- | ------------ | ------- | ---------------- | ------------------ | ------------------------- | --------- | --------------- | ------------------ |
| 4M42-OAT (..13) | -9/07        | 2,977 l | 92 kW @ 3200     | 294 Nm @ 1700      | Direkteinspritzung+VE+EDC | DOHC      | Turbo + LLK     | Euro 3             |
| 4D34-2AT6 (..14) | -9/07        | 3,908 l | 105 kW @ 2700    | 412 Nm @ 1600      | Direkteinspritzung+RE     | OHV       | Turbo + LLK     | Euro 3             |
| 4M42-T2 (..13) | ~8/06-7/09~  | 2,977 l | 92 kW            | 294 Nm @ 1700      | CR+DI                     | DOHC      | VTG-Turbo + LLK | Euro 4             |
| 4M42-T? (..15) | ~10/06-7/09~ | 2,977 l | 107 kW           | 364 Nm @ 1700      | CR+DI                     | DOHC      | VTG-Turbo + LLK | Euro 4             |
| 4M50 (..18) | ~4/07-7/09~  | 4,899 l | 132 kW           |                    |                           | DOHC      |                 | Euro 4             |
| 4P10-T2 (..13) | ~5/10-       | 2,998 l | 96 kW @ 3500     | 300 Nm @ 1300      | CR+DI                     | DOHC      | VTG-Turbo + LLK | EEV                |
| 4P10-T4 (..15) | ~5/10-       | 2,998 l | 110 kW @ 3500    | 370 Nm @ 1600      | CR+DI                     | DOHC      | VTG-Turbo + LLK | EEV                |
| 4P10-T6 (..18) | ~5/10-       | 2,998 l | 129 kW @ 3500    | 430 Nm @ 1600      | CR+DI                     | DOHC      | VTG-Turbo + LLK | EEV mit BlueTec(R) |
| Lieferbar waren 5- und 6-Gang-Getriebe, bei 4P10 auch das automatisch schaltende Doppelkupplungsgetriebe Duonic. Der 4P10-T4 könnte auch nur 107 statt 110 kW gehabt haben. ~1990- bzw. -2001~ bedeutet der Motor war „ab 1990 oder früher“ bzw. „bis 2001 oder später“ eingesetzt worden, ~1995~ bedeutet entsprechend „um 1995“. Die Klammerwerte, z. B. (..13), sind das gerundete Zehntel der Motorleistung in PS und beziehen sich auf die Tabelle der Modelle (oben). |              |         |                  |                    |                           |           |                 |                    |

## General Export Modell
Immer striktere Abgasgrenzwerte in entwickelten Ländern bewirkten immer höhere Herstellkosten und Komplexität, z. B. Common Rail Einspritzung und Abgasnachbehandlung. Für weniger entwickelte Länder wurden deshalb vereinfachte Fahrzeuge mit den alten Mitsubishi-Motoren und manuellen Getrieben (überwiegend 5-Gang-Getriebe ohne Synchronisation für 1. und Rückwärtsgang) eingeführt. Seit Anfang 2018 werden in den Philippinen Motoren angeboten, die Euro 4 entsprechen. In Indonesien und den Philippinen sind diese Modelle basierend auf der 7. Generation auch 2020 noch im Angebot, die General Export Modelle wurden aber Anfang 2020 durch Nachfolger auf Basis der 8. Generation ersetzt, wiederum vereinfacht mit alten Mitsubishi Motoren (siehe unten).
| Modell | FE71         | FE73      | FE83      | FE84          | FE85      | FE85      | FG83 4x4  |
| Kabinenbreite (m) | 1,7          | 1,7       | 2,0       | 2,0           | 2,0       | 2,0       | 2,0       |
| Doppelkabine | -            | -         | teilweise | -             | -         | -         | optional  |
| zulässiges Gesamtgewicht | 4,4/4,7 t    | 5,7 t     | 6,0 t     | 6,5 t         | 7,2 t     | 8,0–8,2 t | 5,5 t     |
| Tragfähigkeit, ca. | 2,5/2,8 t    | 3,7 t     | 3,9 t     | 4,2 t         | 4,9 t     | 5,6 t     | 3,0 t     |
| Radstände (mm) | 2500         | 2500–3350 | 2750–3350 | 3350–3850     | 2750–3850 | 4170      | 3460      |
| Standardmotor | 4D33-6A      | 4D33-6A   | 4D33-6A   | 4D33-6A       | 4D33-6A   | 4D33-6A   | 4D33-6A   |
| optional | 4D34-2AT5    | 4D34-2AT5 | 4D34-2AT5 | 4D34-2AT5     | 4D34-2AT5 | 4D34-2AT4 | 4D34-2AT5 |
| Philippinen ab 2018 | 4M42 (92 kW) | -         | -         | 4M42 (107 kW) | -         | 4M50      | -         |
| In Indonesien werden aus lokaler Fertigung die Fahrzeuge mit deutlich höheren Gesamtgewichten angeboten: FE71 (5,2 t), FE74 (7,5 t) und FE84 (8,0 t). |              |           |           |               |           |           |           |

| Motor                                                | Hubraum | Leistung @ 1/min | Drehmoment @ 1/min | Einspritzsystem           | Steuerung | Luftzufuhr  | Em.-Klasse |
| ---------------------------------------------------- | ------- | ---------------- | ------------------ | ------------------------- | --------- | ----------- | ---------- |
| 4D33-6A                                              | 4,214 l | 83 kW @ 3200     | 304 Nm @ 1600      | DI + Reiheneinspritzpumpe | OHV       | Sauger      |            |
| 4D34-2AT5                                            | 3,908 l | 81 kW @ 2900     | 275 Nm @ 1600      | DI + Reiheneinspritzpumpe | OHV       | Turbo + LLK | Euro 2     |
| 4D34-2AT4                                            | 3,908 l | 100 kW @ 2900    | 370 Nm @ 1600      | DI + Reiheneinspritzpumpe | OHV       | Turbo + LLK | Euro 2     |
| 4D34-2AT8*                                           | 3,908 l | 92 kW @ 2900     | 324 Nm @ 1600      | DI + Reiheneinspritzpumpe | OHV       | Turbo + LLK |            |
| 4D34-2AT7*                                           | 3,908 l | 100 kW @ 2900    | 373 Nm @ 1600      | DI + Reiheneinspritzpumpe | OHV       | Turbo + LLK |            |
| 4M42                                                 | 2,977 l | 92 kW @ 3200     | 294 Nm @ 1700      | DI                        | DOHC      | Turbo + LLK | Euro 4     |
| 4M42                                                 | 2,977 l | 107 kW @ 3200    | 362 Nm @ 1700      | DI                        | DOHC      | Turbo + LLK | Euro 4     |
| 4M50                                                 | 4,890 l | 132 kW @ 2700    | 530 Nm @ 1600      | DI                        |           | Turbo + LLK | Euro 4     |
| * = In Indonesien für FE74 (7,5 t) bzw. FE84 (8,0 t) |         |                  |                    |                           |           |             |            |

### General Export Modelle der 8. Generation
Anfang 2020 wurden neue General Export Modelle eingeführt. Diese basieren auf der 8. Generation des Canters und sind mit Motoren von Mitsubishi nach Euro IV ausgerüstet, obwohl Mitsubishi diese inzwischen auch als Euro VI liefern kann, z. B. für den Fuso Fighter in Japan.
| Modell                        | FEB7MEL4S                   | FEB7MGL4S                   | FEB9MGL4S                   | FECXMHL4S           |
| Kabinenbreite (m)             | 2,0                         | 2,0                         | 2,0                         | 2,0                 |
| zulässiges Gesamtgewicht      | 6,5 t                       | 6,5 t                       | 7,5 t                       | 8,55 t              |
| Fahrgestelltragfähigkeit, ca. | 4,0 t                       | 4,0 t                       | 5,0 t                       | 5,8 t               |
| Radstände (mm)                | 3400                        | 3850                        | 3850                        | 4300                |
| Bremsen                       | Scheiben, optional Trommeln | Scheiben, optional Trommeln | Scheiben, optional Trommeln | Trommeln            |
| Standardmotor                 | 4V21                        | 4V21                        | 4V21                        | 4V21                |
| Hubraum                       | 3,908 l                     | 3,908 l                     | 3,908 l                     | 3,908 l             |
| Leistung                      | 100 kW @ 2500 min−1         | 100 kW @ 2500 min−1         | 100 kW @ 2500 min−1         | 100 kW @ 2500 min−1 |
| Drehmoment                    | 420 Nm @ 1500 min−1         | 420 Nm @ 1500 min−1         | 420 Nm @ 1500 min−1         | 420 Nm @ 1500 min−1 |
| Einspritzsystem               | DI, Turbo + LLK             | DI, Turbo + LLK             | DI, Turbo + LLK             | DI, Turbo + LLK     |
| Emissionsklasse               | Euro IV                     | Euro IV                     | Euro IV                     | Euro IV             |

## 2012 – Allradantrieb
In Japan (und wohl auch international) lieferte Fusō den Canter bereits seit der 5. Generation auch mit Allradantrieb, bei der 7. Generation war er in Europa für ausgewählte Kunden (Pfau in Springe, insolvent) für schmale Fahrzeuge mit 3,5 – 7 t Gesamtgewicht lieferbar. Schmale (und breite) Fahrzeuge der 8. Generation mit 5,5 bis 7,5 t zulässigem Gesamtgewicht und Allradantrieb wurden von Pfau ebenfalls angeboten, obwohl das reguläre Programm nur einen breiten 6,5 Tonner mit Allradantrieb beinhaltet.

## Eco-Hybrid
Basierend auf der 7. Generation des Canters wurde in Japan die erste Generation des Canter Eco-Hybrid ausgeliefert. Bei einem Leergewicht von 2,83 t betrug die Zuladung 2,0 t, bei einer Zuladung von 3,0 t war das Leergewicht mit 2,87 t geringfügig höher.
Der Eco-Hybrid basierend auf der 8. Generation wird in Deutschland als breiter 7,5 Tonner geliefert und ist zusätzlich zum 110 kW Dieselmotor mit Duonic-Getriebe ausgerüstet mit einem 40 kW Elektromotor/-generator und einer 2 kWh Lithium-Ionen Batterie. Der Parallel-Hybrid mit dem E-Motor angeordnet zwischen Motor und Getriebe ermöglicht eine Kraftstoffersparnis von 20 %.

## 2012 – 8. Generation

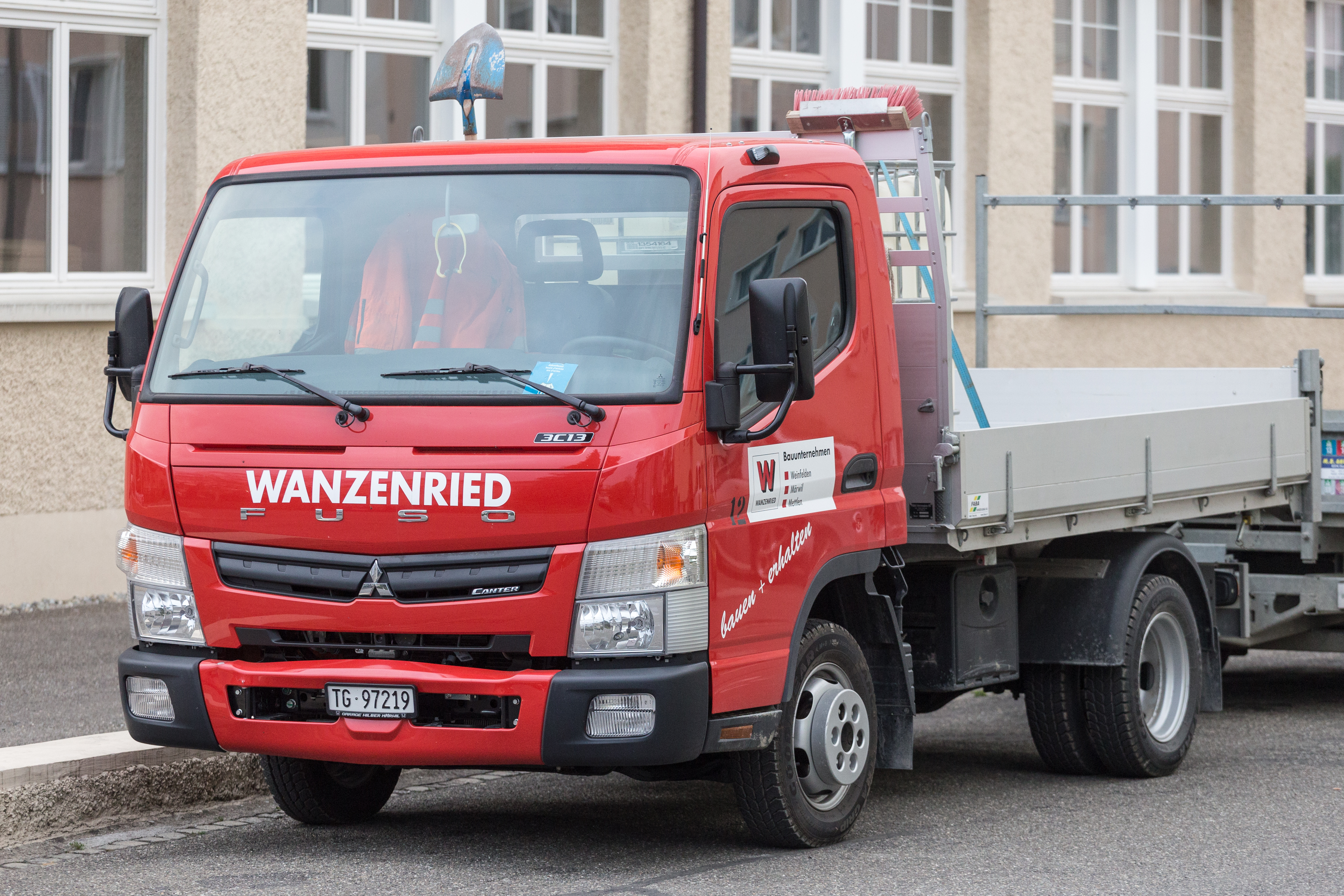
Fuso Canter 3C13, 8. Generation, 3,5-Tonner

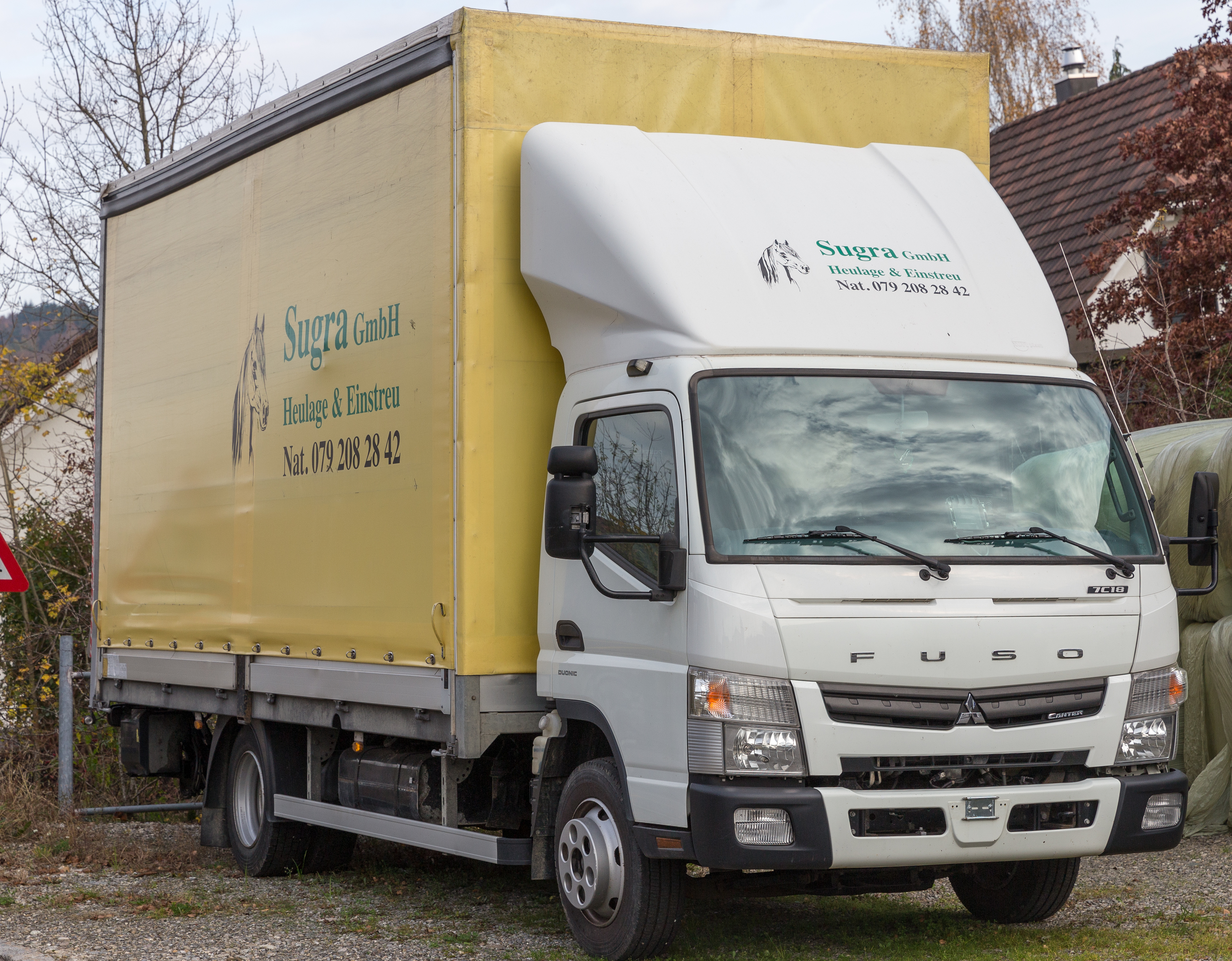
Fuso Canter 7C18, 8. Generation, 7,5-Tonner

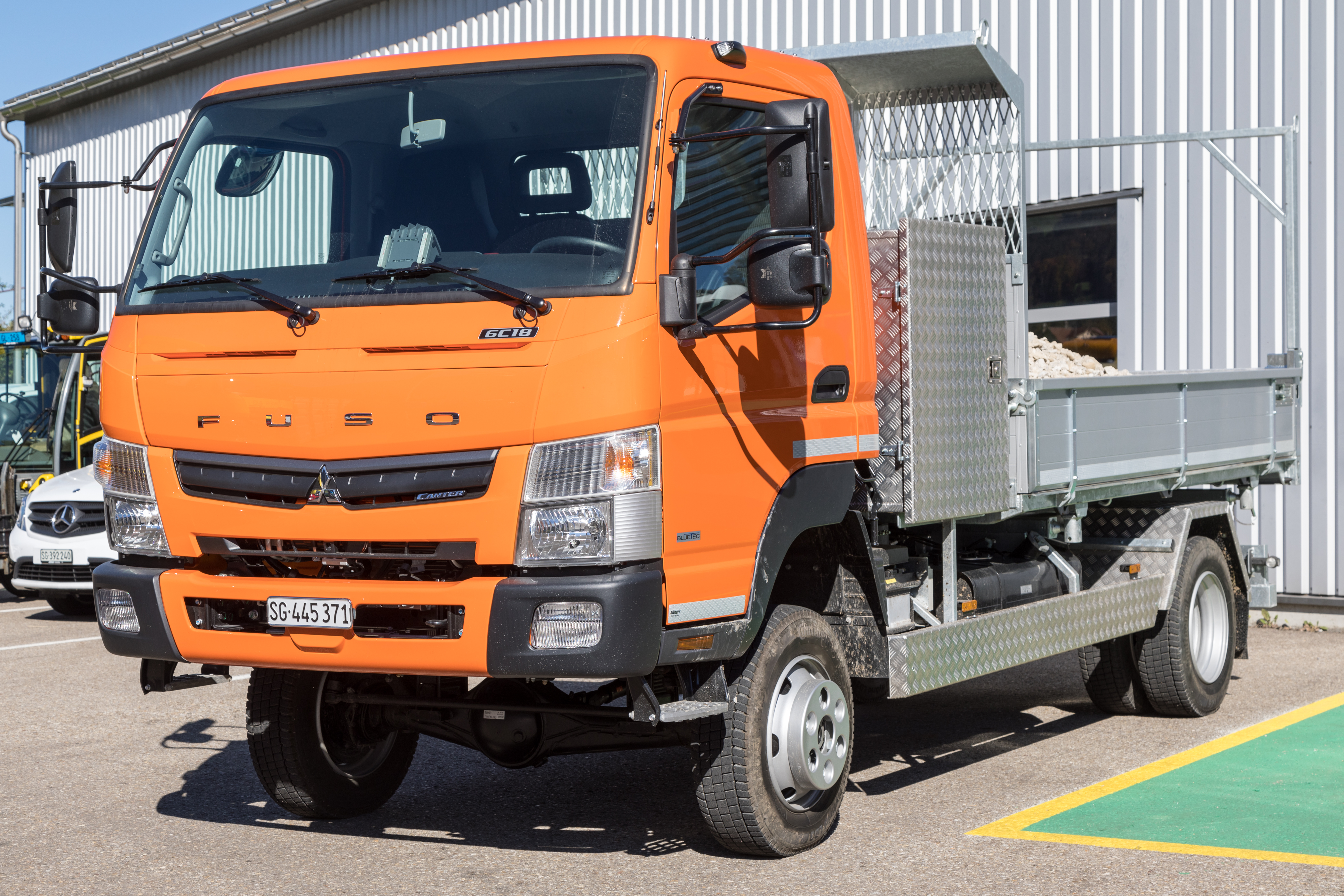
FUSO Canter 6C18 4x4

Die achte Generation kam 2012 auf den Markt. Das Angebot der Canter umfasst Fahrgestelle mit 3,5 bis 8,55 Tonnen zulässigem Gesamtgewicht mit Fahrerkabinen in 1,7 (S) oder 2 Metern (C) Breite, letztere teilweise auch als Doppelkabine (D), allerdings wird in Neuseeland auch eine schmale Doppelkabine angeboten. Länderspezifisch werden außerdem ab Werk einige Aufbauten geliefert (in Japan: Koffer, Flügel- und Kühlkoffer, in Europa: Pritsche und Kipper). Auf einigen Märkten werden die schmalen Fahrzeuge nicht angeboten, z. B. USA und Großbritannien.
Die aus dem Vorgänger in Europa bekannten Motoren mit 96 – 129 kW werden nun weltweit verwendet, neben dem manuellen 5-Gang-Getriebe wird eine Vielzahl von Varianten auch mit 6-Gang-Doppelkupplungsgetriebe (Duonic) geliefert. Der Eco-Hybrid ist zusätzlich zum 110 kW Dieselmotor ausgerüstet mit einem 40 kW Elektromotor/-generator und einer 2 kWh Lithium-Ionen Batterie. Die 3,5 Tonner haben vorne Einzelradaufhängung, alle Canter können mit Nebenabtrieb am Getriebe geliefert werden.
In den USA werden die Canter der 8. Generation als FE/FG Trucks angeboten (obwohl FE/FG auch als Verkaufsbezeichnung für die General Export Modelle benutzt wird). Die Bezeichnung „Canter“ wird dort erstmals für den rein elektrischen eCanter benutzt, der Ende 2017 in New York erstausgeliefert wurde. Circa 500 weitere sollen in Einzelfertigung folgen, bis 2019 der eCanter serienmäßig lieferbar wird. Seit März 2018 ist in den USA der „Gas Truck“ lieferbar, ein Canter mit 6,0 Liter GM Vortec V8 Benzinmotor und Allison Automatikgetriebe. Gefertigt wird dieser bei Freightliner in Gaffney/SC, USA.
| Modell | 3S13 • 3S15 • 6S15 | 3C13(D) • 3C15(D) • 3C18 | 7C15(D) • 7C18(D) • 9C18 | 6C18(D) 4x4    | 7C15 Eco-Hybrid |
| Kabinenbreite | 1,7 m              | 2,0 m                    | 2,0 m                    | 2,0 m          | 2,0 m           |
| Gesamtgewicht | 3,5/6,0 t          | 3,5 t                    | 7,5/8,55 t               | 6,5 t          | 7,5 t           |
| Tragfähigkeit, max. | 1,5 t              | 1,5 t                    | 4,5 – 6 t                | 3,5 t          | 4,8 t           |
| Radstände | 2500–3400 mm       | 2500–3850 mm             | 2800 – 4750 mm           | 3415 – 3865 mm | 3400–3850 mm    |
| Tankinhalt | 70 l               | 70 l                     | 100 l                    | 100 l          | 100 l           |
| Die Verkaufsbezeichnungen der einzelnen Varianten scheinen in jedem Markt anders zu sein, das System in Europa/Deutschland scheint am aussagekräftigsten. Die erste Ziffer gibt das gerundete Gesamtgewicht an, der folgende Buchstabe die Kabinenbreite, die nächsten zwei Ziffern sind das gerundete Zehntel der Motorleistung in PS. Dann folgt ggf. „D“ für Doppelkabine. |                    |                          |                          |                |                 |

| Modell  | Hubraum | Leistung @ 1/min   | Drehmoment @ 1/min | Bemerkungen  |
| ------- | ------- | ------------------ | ------------------ | ------------ |
| 4P10-T1 | 2,998 l | 81 kW @            |                    | Japan        |
| 4P10-T1 | 2,998 l | 81 kW @ 2130       | 430 Nm @ 1600      | Japan (2020) |
| 4P10-T2 | 2,998 l | 96 kW @ 3500       | 300 Nm @ 1300      |              |
| 4P10-T2 | 2,998 l | 96 kW @ 2130       | 430 Nm @ 1600–2130 | Japan (2020) |
| 4P10-T4 | 2,998 l | 110 kW @ 2840–3500 | 370 Nm @ 1320–2840 |              |
| 4P10-T4 | 2,998 l | 110 kW @ 2440      | 430 Nm @ 1600–2440 | Japan (2020) |
| 4P10-T5 | 2,998 l | 120 kW @ 3400      | 370 Nm @ 1300      | NAFTA/USA    |
| 4P10-T6 | 2,998 l | 129 kW @ 2860–3500 | 430 Nm @ 1600–2860 |              |
| 4P10-T6 | 2,998 l | 129 kW @ 2860      | 430 Nm @ 1600–2860 | Japan (2020) |
| GM V8   | 6,0 l   | 297 HP             | 361 lb.ft          | USA          |

## 2013 – Canter Guts
Guts war von 1987 bis 2008 (in Japan ???) die Bezeichnung für schmale 3,5 Tonner (genau: max. 1,5 t Zuladung) innerhalb der Canter-Familie. Um einheitlich als Canter aufzutreten, wurde diese Bezeichnung aufgegeben, bzw. der Guts (1,5 t max. Nutzlast) basierend auf der 7. Generation wurde 2008 in der Fertigung eingestellt. 2013 wurde die Bezeichnung Guts wieder eingeführt, da Daimler/Fusō und Renault-Nissan 2012 vereinbarten, sich wechselseitig in Japan mit Fahrzeugen zu beliefern. Nissan verkauft dort die Canter Modelle ab 2 Tonnen Zuladung als Nissan NT450 (H24), Fusō den Nissan NT400 (F24) mit 1,5 Tonnen Zuladung als Canter Guts.
Der Canter Guts basierend auf dem NT400 ist offensichtlich speziell für die Bedingungen des japanischen Marktes angepasst und unterscheidet sich deutlich von dem in Deutschland bekannten NT400:
- Breite reduziert auf 1,7 m von 1,87 m,
- Höhe reduziert auf 1,99 m von 2,135 m,
- Länge begrenzt auf maximal 4,69 m statt 4,75 bis 6,25 m in Deutschland,
- Motor ZD30 leistungsreduziert auf 81 kW,
- manuell schaltbares 5-Gang-Getriebe statt 6-Gang,
- unterschiedliche Höhen der Ladefläche einschließlich reduzierten Radgrößen an der (angetriebenen) Hinterachse.

Der Canter Guts wird angetrieben von einem Dieselmotor Nissan ZD30DDTi mit 81 kW @ 2800 1/min und 276 Nm @ 1260–2800 1/min oder von einem Benzinmotor. Neben dem manuellen 5-Gang-Getriebe mit Overdrive und Hinterradantrieb wird auch ein automatisiertes manuelles 6-Gang-Getriebe oder ein zuschaltbarer Allradantrieb mit Kriechgang angeboten. Die Kabine ist 1,7 Meter schmal und auf Wunsch gibt es auch eine Doppelkabine. Wie bei den anderen 3,5 Tonnern der jüngeren Geschichte hat die Vorderachse Einzelradaufhängung. Ende 2019 wurde die Fertigung des Nissan NT400 (F24) in Japan eingestellt, Anfang 2020 folgte ein rebadgter Isuzu Elf als Nachfolgetyp Nissan F25, für den Canter Guts ist kein Nachfolger bekannt.

## 2014 – CanterVan
2014 hatten Fusō und Nissan Trucks ihre Kooperation erweitert, auf einigen Märkten wird seitdem der Nissan NV350 von Fusō als CanterVan vertrieben.

## Modellcodes und ihre Bedeutung am Beispiel der 6. Generation
| 1. Buchstabe    | 2. Buchstabe  | 1. Ziffer            | 2. Ziffer                | 3. Ziffer      |
| --------------- | ------------- | -------------------- | ------------------------ | -------------- |
| F = Frontlenker | B = 3,5t      | 5 = Kabine, Standard | 3 = VA Federung 3,5t     | 1 = Motor 4M40 |
|                 | E = über 3,5t | 6 = Kabine, Comfort  | 4 = VA Federung bis 5,9t | 4 = Motor 4M42 |
|                 |               |                      | 5 = VA Federung ab 6t    | 9 = Motor 4D34 |

Durch diese Codes lässt sich jedes Baumuster identifizieren. Jedoch variieren diese Codes von Baureihe zu Baureihe und sind somit nicht durchgängig (Canter Typ 1 bis 8) anwendbar. In der erweiterten Codierung werden Eigenschaften wie Radstand, Aufbau, Doppelkabine etc. verschlüsselt.